# Ruy Ramos
Ruy Ramos (Rio de Janeiro, 9. veljače 1957.) japanski je nogometaš brazilskog podrijetla.

## Klupska karijera
Igrao je za Verdy Kawasaki i Kyoto Purple Sanga.

## Reprezentativna karijera
Za japansku reprezentaciju igrao je od 1990. do 1995. godine. Odigrao je 32 utakmice postigavši 1 pogodak.
S japanskom reprezentacijom Ruy Ramos je igrao na Azijskom kupu 1992. i Kupa konfederacija 1995.

## Statistika
| Japan  | Japan | Japan |
| Godina | Nast. | Gol.  |
| ------ | ----- | ----- |
| 1990.  | 3     | 0     |
| 1991.  | 2     | 0     |
| 1992.  | 10    | 0     |
| 1993.  | 14    | 1     |
| 1994.  | 0     | 0     |
| 1995.  | 3     | 0     |
| Ukupno | 32    | 1     |

## Vanjske poveznice
- National Football Teams
- Japan National Football Team Database